# Wallace Gary Ernst
Wallace Gary Ernst (né le 14 décembre 1931) est un géologue américain spécialisé en pétrologie et géochimie. Il est professeur émérite "Benjamin M. Page" au département des sciences géologiques de l'Université Stanford.

## Biographie
Ernst est né à St. Louis, Missouri. Il obtient un baccalauréat en géologie du Carleton College en 1953, une maîtrise en géologie de l'Université du Minnesota en 1955 et un doctorat en géochimie de l'Université Johns-Hopkins en 1959.
De 1960 à 1989, il est professeur au Département des sciences de la Terre et de l'espace et à l'Institut de géophysique et de physique planétaire de l'Université de Californie à Los Angeles, où il est aussi directeur du Département de géologie, directeur du Département des sciences de la Terre et de l'espace, et directeur de l'Institut de géophysique et de physique planétaire. En 1989, il rejoint l'Université de Stanford en tant que professeur au Département des sciences géologiques et environnementales et doyen de l'École des sciences de la Terre. Il prend sa retraite en 2004, mais continue à être actif professionnellement.
Les recherches d'Ernst portent sur la pétrologie, la géochimie et la Tectonique des plaques des ceintures mobiles circumpacifiques et alpines; le métamorphisme à ultra haute pression en Eurasie ; la géologie des Chaînes côtières californiennes, des montagnes centrales de Klamath et de la chaîne White-Inyo, la géobotanique et télédétection du sud-ouest des États-Unis ; et la minéralogie et santé humaine.
Ernst est membre de l'Académie nationale des sciences depuis 1975. Il est administrateur  de la Carnegie Institution de Washington depuis 1990. Il reçoit en 2004 la Médaille Penrose de la Société américaine de géologie, en 2006 la Médaille Roebling de la Mineralogical Society of America, et en 2008 la Marcus Milling Legendary Geoscientist Medal. Il est membre de l'Académie américaine des arts et des sciences et membre de la Société américaine de philosophie. Il est président de la Geological Society of America en 1986.